# حسين بن سعيد أبوحليقة
حسين بن سعيد أبوحليقة شيخ محارب ونقيب قبلي، شارك في أحداث متعددة في اليمن في القرن الثالث عشر الهجري.

## حياته
ولد ونشأ في خولان الطيال التابعة اليوم لمحافظة صنعاء ، تزعم قبيلته في بداية القرن التاسع عشر الميلادي ، أُرسل على رأس حملة عسكرية مكونة من ألف مقاتل من قبيلته خولان إلى بلاد رداع بأمر من الإمام المهدي عبد الله بن أحمد بن علي، لإنهاء قتال محتدم هناك بين عدد من قبائل قيفة سنة 1232هـ/1817م، وفي شعبان من نفس العام استدعاه الإمام المهدي بقبائل خولان ونقبائها الآخرين الصوفي والقيري لمساندته في خمد تمرد لقبائل أرحب ضده، كما استدعاه الإمام المنصور علي بن عبد الله في محاولة منه لفك الحصار عنه في صنعاء الذي أقامته عليها قبائل من برط مدعومة بقبائل من أرحب في العام 1252هـ/1837م ولكن المنصور خلع عن الحكم حينها.
انتقل في فترة لاحقة لمناطق حبيش في محافظة إب وكان ممن قاتلهم الفقيه سعيد وهزمهم وأمر بسجنهم، تم العفو عنه من الفقيه سعيد وانضم لجيش الفقيه الذي توجه في العام 1256 هـ نحو يريم لبسط نفوذ الفقيه عليها كبداية لدخوله بلاد اليمن الأعلى، وأثناء حصار الإمام الهادي محمد بن المتوكل في يريم من قبل جيش الفقيه سعيد ،اتصل أبوحليقة ومعه النقيب علي بن علي بن سهل الهيال سرا بالإمام الهادي واتفقوا على الغدر بالفقيه وأسر قادة جيشه أمثال حسين يحيى عباد وسعيد بن أحمد علي وهذا ما تم. وكان هذا العمل هو السبب الرئيس في هزيمة جيش الفقيه.
بعد القضاء على ثورة الفقيه سعيد ورغم ما حصده من مال وعطايا مكافأة له لغدره بجيش الفقيه إلا أنه استمر بطلب المزيد والمن على الهادي بأنه هو سبب النصر لا سواه، فأسر الإمام الهادي في نفسه رغبة التخلص منه وأثناء عودته من إب بعد عيد الأضحى في طريقه إلى صنعاء وفي عداد جيشه أبوحليقة وأصحابه ممن شاركوه، أمر الإمام بسجن أصحابه كلهم مع أصحاب الفقيه سعيد ثم أمر بقطع رأس أبوحليقة في حصن الدامغ في ضوران آنس الواقعة في محافظة ذمار حاليا.